# Nicolás Pinzón Warlosten
José Nicolás Pinzón Warlosten (Bogotá, 22 de julio de 1859 – Bogotá, 15 de marzo de 1895) fue un escritor, académico y abogado colombiano. Fue el fundador de la Universidad Externado de Colombia.

## Biografía
Nació en Bogotá en 1859. Estudió secundaria en el Colegio Mayor de San Bartolomé y se inició muy joven como escritor y poeta. Estudió Derecho en la Universidad Nacional de Colombia y se graduó en junio de 1880. Fue catedrático en la Universidad Nacional y en el Colegio Mayor del Rosario, agregado en la Embajada de Colombia en España, Cónsul en Francia y redactor en los periódicos La República y El Liberal. Tradujo y publicó en diferentes periódicos algunos poemas de Victor Hugo, William Shakespeare y otros autores clásicos.

### Positivismo en Colombia

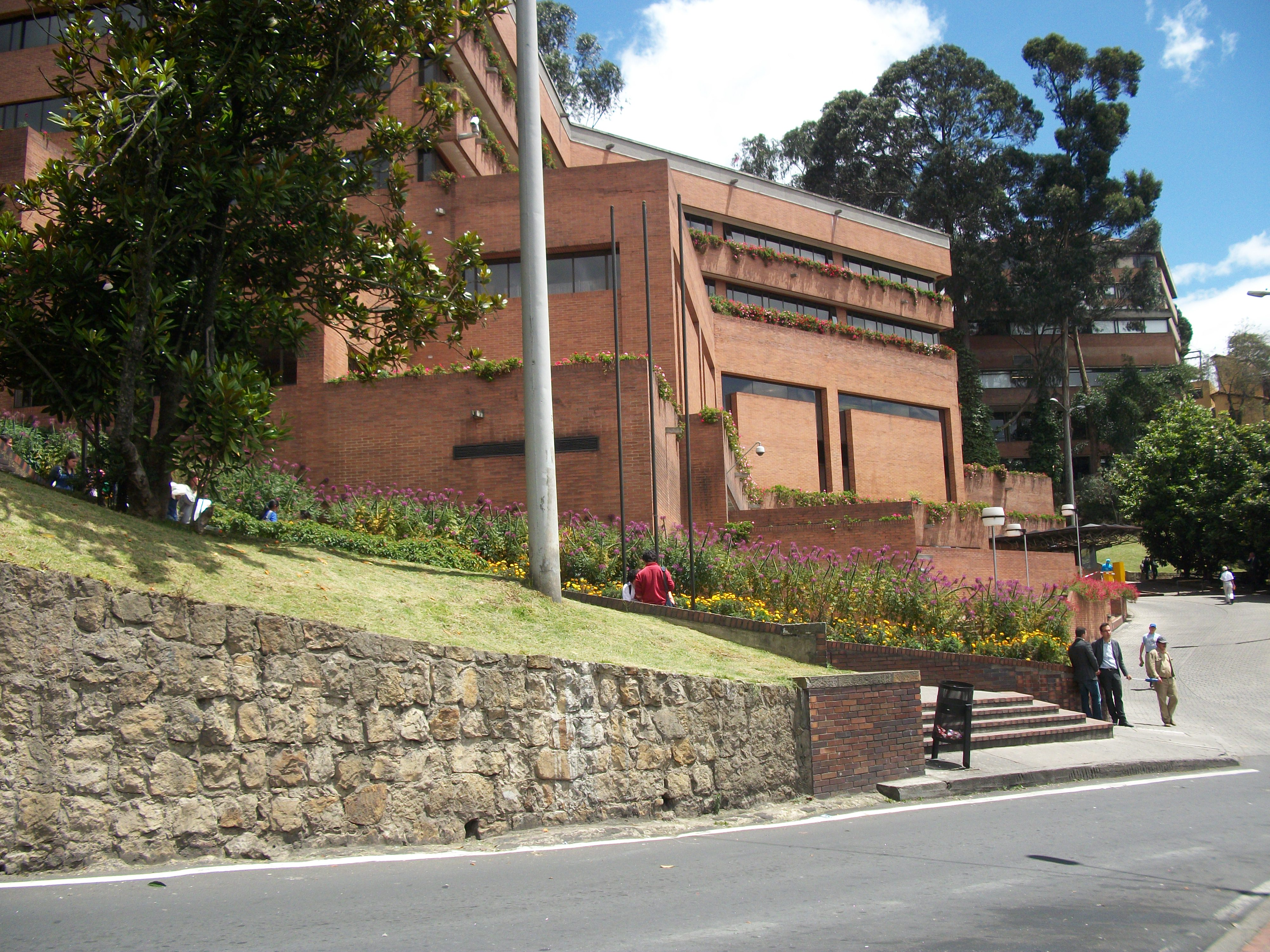
Universidad Externado de Colombia, en La Candelaria, Bogotá.

Con Manuel Antonio Rueda, Luis Antonio Robles, Simón Araujo y José Herrera Olarte, Nicolás Pinzón Warlosten  practicaron las ideas liberales provenientes del positivismo de Augusto Comte y Herbert Spencer, las cuales habían sido difundidas desde la Universidad Nacional de Colombia y permitieron la fundación de universidades modernas en Colombia, a saber: el Externado de Derecho, hoy Universidad Externado de Colombia y la Universidad Republicana, hoy Universidad Libre (Colombia).

### Fundación de la Universidad Externado de Colombia
El 15 de febrero de 1886 fundó la Universidad Externado de Colombia en unas instalaciones arrendadas ubicadas en el segundo piso de las Galerías Arrubla, con el apoyo de un grupo de ilustres maestros del liberalismo radical. Permaneció como el primer rector de la universidad hasta su muerte en 1895, cuando la guerra civil obligó al cierre de la institución.
Algunos de sus poemas fueron recopilados en la antología de poetas colombianos "La Lira Nueva" publicada por José María Rivas Groot en 1886. Contrajo matrimonio con su prima Estefanía Pinzón Gaitán en 1893 y falleció en Bogotá el 15 de marzo de 1895, de “una enfermedad tenaz de los centros nerviosos que fue minando su existencia”, de acuerdo a lo que registraron las crónicas de la época.
El Congreso de Colombia le rindió un homenaje por medio de la Ley 133 del 1 de diciembre de 1985, al celebrar el centenario de la fundación de la universidad.

## Familia
Era hijo del colombiano Flavio Pinzón Flórez  y la venezolana María del Carmen Warlosten Reziak del Valle.